# Podsmreka
Podsmreka – wieś w Słowenii, w gminie Dobrova-Polhov Gradec. W 2018 roku liczyła 431 mieszkańców.